# Associação de Voleibol das Ilhas Cook
A Associação de Voleibol das Ilhas Cook  (em inglêsː Cook Islands Volleyball Federation, CIVF) é  uma organização fundada em 1973 que governa a pratica de voleibol no Iémen, sendo membro da Federação Internacional de Voleibol e da Confederação Asiática de Voleibol, a entidade é responsável por  organizar  os campeonatos nacionais de  voleibol masculino e feminino no país.